# Navadni koščak
Navadni koščak (znanstveno ime Austropotamobius torrentium) je vrsta sladkovodnih rakov, ena najbolj ogroženih evropskih vrst rakov deseteronožcev, ki je tudi v Sloveniji uvrščen na seznam zavarovanih živalskih vrst.

## Opis in biologija
Odrasli koščak doseže v dolžino do 10 cm in lahko živi do 8 let. Samci imajo večje klešče od samic, samice pa imajo znatno večji zadek. Telo je običajno rjavih barv, spodnja stran škarij pa je svetlejših rjavih odtenkov in ni nikoli rdeča, po čemer se najbolj značilno loči od jelševca. V juvenilni dobi se koščak hrani z raznimi vodnimi nevretenčarji, v odrasli pa z različnim rastlinskim materialom. Njegovi glavni plenilci so vidra, lisica, rjavi medved, volk, razne vodne ptice, z mladimi rakci pa se prehranjujejo tudi nekatere ribe.
Tako kot večina rakov ima tudi navadni koščak zunanjo oploditev. Samec spermo v obliki spermatofora odloži na prsni del samičinega oklepa. Samica nato izleže med 40 in 70 jajčec, ki jih prilepi na spodnjo stran oklepa, kjer se oplodijo. Čez zimo samica nosi oplojena jajčeca pritrjena pod zadkom, spomladi pa se iz njih razvijejo mali rakci, ki se materinega repa držijo še do 3 tedne. Do odrasle dobe se rakci večkrat levijo. Navadni koščak spolno dozori pri starosti med 3 in 5 let, takrat pa meri med 35 in 50 mm. Samci se parijo vsako leto, samice pa na vsake dve leti.
Poleg plenilcev koščaka, tako kot tudi druge sladkovodne rake, ogroža tudi račja kuga, ki jo prenaša tujerodni signalni rak (Pacifastacus leniusculus).